# Tomáš Kopecký (ilustrátor)
Tomáš Kopecký (* 11. června 1982 Mladá Boleslav) je český ilustrátor dětských knih a grafik počítačových her. Působí v tvůrčí dvojici s manželkou Terezou.

## Život
Tomáš Kopecký studoval střední školu technického zaměření, po jejímž ukončení a nepovedených přijímacích zkouškách na vysokou uměleckou školu začal pracovat jako pixelartový grafik mobilních her v Praze. V roce 2019 ilustroval první knihy pro děti Hmyzí hotel a Emin vánoční deník.
S manželkou Terezou mají dvě dcery.

## Seznam knih
- Naprostá šílenost – Anna na cestě z úzkosti (2021)
- Róza, Háňa a tajný život lesa (2020)
- Morčák Pip a spol. – Kamarádi až za hrob (2021)
- Adventní zápisník pro děti (2020)
- Emin vánoční deník (2019)
- Jezevec Míra hledá nový domov (2020)
- Liška Eliška jde na borůvky (2020)
- Zajíc Tonda pořádá party (2020)
- Medvěd Béďa zdobí dům (2020)
- Jak vidí zvířata? (2021)
- Pozorujeme rostliny lesa a jeho okolí s Jeníčkem a Mařenkou (2020)
- Ještěrky (2023)
- Berta puberta - moje zakuklená sestra (2022)
- Vánoční trable s ovečkou (2024)
- Jen tak se neztratím (2024)
- Piráti (2025)
- Úžasná fyzika u tebe doma (2024)
- Learning about Crafts with Puss in Boots
- Úžasná chemie u tebe doma (2025)
- Úžasná fyzika u tebe ve městě (2025)
- Za všechno může pes (2024)
- Mise Morwen (2022)
- Akademie času - mise mimo čas
- Nasedat, jedeme! (2022)
- České poklady UNESCO pro děti (2024)
- Aargh! 22 + Aargh! 23 BRUT (2022 a 2023)
- Dětství offline (2024)
- Akademie času: Rozhodující vteřina (2025)
- Nech už mám desať (2023)
- Nech už mám jedenásť (2024)
- Nech už mám dvanásť (2025)
- Hmyzí hotel (2019)

V knize Slavná zvířata a zvířata slavných (2019) ztvárnil postavu Salvatora Dalího.